# يبهون آر 2
)يبهون آر 2) هي طائرة استطلاع بدون طيار متوسطة الارتفاع طويلة المدى صممت وصنعت لدى شركة أدكوم للأنظمة للمهمات التكتيكية مثل التعقب والمراقبة الحية ليلا ونهارا ومهمات البحث والإنقاذ. مراقبة الحدود. ومسح المناطق عن بعد وما إلى هنالك من مهمات مشابهة
لقد تم تصميمها حتى تكون قادرة على الإقلاع والهبوط القصير ومن على مدرجات شبة معدة وقصيرة وبمكنها الهبوط على عجلاتها أو بمظلة للهبوط الاضطراري.

هيبون في المعرض

هيبون في المعرض

## المواصفات
المسافة بين الجناحين
8.5 متر 	27.89 قدم
الطول
5.5 متر 	18.04 قدم
الارتفاع
2.3 متر 	7.55 قدم
مساحة الجناح الفعالة 	12 متر مربع 	129 قدم مربع
وزن الطائرة فارغة
385 كجم 	849 رطل
حمولة الإقلاع القصوى
650 كجم 	1433 رطل
وزن الأحمال
30 - 270 كجم 	66 - 595 رطل
سعة خزان الوقود 	270 لتر 	71 جالون
نوع المحرك 	روتاكس 914UL3
قوة المحرك 	84.5 كيلو وات / 115 حصان
الهيكل 	قابل للطي

## أداء الرحلة
سرعة السقوط بدون القلابات
93 كم/س
[26 م/ث]
50.5 عقدة
سرعة التحليق
120-200 كم/س
[33-55 م/ث]
65-107 عقدة
السرعة القصوى
250 كم/س
[69 م/ث]
135 عقدة
سرعة الهبوط مع تحرير القلابات
85 كم/س
[23 م/ث]
45 عقدة
فترة الطيران
30 ساعة
سقف الارتفاع
6700 متر
22,000 قدم
القوة الفولتية داخل الطائرة
24 وات
مولد الطاقة الداخلي
1.5 كيلو وات

## الأبعاد
المسافة بين الجناحين
8.5 متر
27.89 قدم
الطول
5.5 متر
18.04 قدم
الارتفاع
2.3 متر
7.55 قدم
لأحمال:
يمكن (لليبهون آر2 ) إستيعاب مجموعة كبيرة من الأحمال مثل:
- أجهزة الأشعة دون الحمراء
- التصوير الحراري
- أجهزة تمييز الأهداف البعيدة وتحديد المسافة
- أجهزة التحسس الكهرو بصري[1]

## وصلات خارجية
http://adcom-systems.com/ARB/UAV/YAHBON-R2/Overview.html